# Angel si ti
«Angel si ti» (en búlgaro: Ангел си ти; en español: Eres un ángel) es una canción compuesta e interpretada por Miroslav Kostadinov, con letra de Mihail Mihailov. 
El tema representó a Bulgaria en el Festival de la Canción de Eurovisión 2010 que tendrá lugar en Oslo, Noruega. La canción fue seleccionada el 28 de febrero de un total de cinco canciones compuestas para Kostadinov. "Angel si ti" ganó con más de 48% del total de votos telefónicos recibidos.
La canción fue interpretada en búlgaro. Terminó en la final en quinta posición. 

## Listas
| Lista (2010)            | Posición |
| ----------------------- | -------- |
| Bulgarian Airplay Chart | 1        |